# Lau Spel
Laurens (Lau) Spel, ook wel Lou Spel (Amsterdam, 20 juli 1900 – aldaar, 29 december 1979) was een Nederlandse atleet, die zich had toegelegd op het hordelopen. Hij boekte voornamelijk succes op de 110 m horden, verzamelde drie nationale titels en nam tweemaal deel aan de Olympische Spelen.

## Loopbaan
Eigenlijk werd Lau Spel, die lid was van de Amsterdamse atletiekvereniging Blauw-Wit, zelfs vier keer Nederlands kampioen. In 1921 werd de titel echter niet toegekend, omdat de limiet niet was gehaald. Later maakte hij dit meer dan goed door in de periode 1924 tot 1927 nog eens drie titels in de wacht te slepen, die ditmaal wél aan de vooraf gestelde eisen voldeden.
Spel overtuigde de keuzeheren in 1924 zelfs zozeer, dat hij werd uitgekozen om dat jaar Nederland te vertegenwoordigen op de Olympische Spelen in Parijs. Overigens brachten die Spelen hem geen succes; in de eerste serie eindigde hij als vierde en was hiermee uitgeschakeld.
Vier jaar later was Lau Spel er op de Olympische Spelen in Amsterdam opnieuw bij. Weer kwam hij niet verder dan de series: in de negende serie werd hij derde. Zijn tijd bleef onbekend; in Amsterdam werden alleen de tijden van de nummers één officieel vastgesteld, zelfs in de finales. Wel was iedereen het erover eens, dat Spel beter gelopen had dan zijn landgenoten op de 110 m horden, Arie Kaan, Arie van Leeuwen en Jan Britstra.
Toen in 1930 de eerste Amsterdamse Damesklub ADA werd opgericht, werd Spel een van de trainers. Hij kreeg toen een goede Amsterdamse hordeloopster, Olga du Jour, onder zijn hoede.
Spel is altijd een bescheiden figuur geweest, die zelden of nooit zich op de voorgrond stelde.

## Nederlandse kampioenschappen
| Onderdeel    | Jaar                     |
| ------------ | ------------------------ |
| 110 m horden | 1921 *, 1924, 1925, 1927 |

* In 1921 werd de titel niet toegekend, omdat de limiet niet was gehaald

## Persoonlijk record
| Onderdeel    | Prestatie | Jaar |
| ------------ | --------- | ---- |
| 110 m horden | 15,8 s    | 1923 |